# La Goulafrière
La Goulafrière è un comune francese di 175 abitanti situato nel dipartimento dell'Eure, nella regione della Normandia.

## Società

### Evoluzione demografica
Abitanti censiti